# ماري كين
ماري كين (بالإنجليزية: Mary C. Cain)‏ هي منافسة ألعاب القوى أمريكية، ولدت في 3 مايو 1996 في نيويورك في الولايات المتحدة.

## وصلات خارجية
- ماري كين على موقع الاتحاد الدولي لألعاب القوى (الإنجليزية)
- ماري كين على موقع الاتحاد الأمريكي لسباقات المضمار والميدان (الإنجليزية)
- ماري كين على موقع الدوري الماسي (الإنجليزية)